# End SARS
End SARS — децентралізований суспільний рух і низка масових протестів проти свавілля поліції в Нігерії. Гасло руху закликає до розпуску Спеціального підрозділу проти розбійних нападів (англ. Special Anti-Robbery Squad, SARS), сумнозвісного великим списком зловживань. Протести, які отримали свою назву від цього гасла, почалися 2017 року як кампанія в Твіттері з використанням хештегу #ENDSARS, було заявлено вимогу нігерійському уряду розпустити SARS. У жовтні 2020 роки після нових викритих зловживань масові демонстрації пройшли в усіх великих містах Нігерії, супроводжуючись гучним обуренням у соціальних мережах. Тільки в одному Твіттері було зібрано близько 28 мільйонів записів з належним хештегом. Протести солідарності і демонстрації нігерійців та їхніх прихильників відбулися в багатьох великих містах світу. Протести примітні тим, що складаються цілковито з молодих нігерійців .
Протягом декількох днів після відновлення протестів, 11 жовтня 2020 року, поліція Нігерії оголосила про негайний розпуск підрозділу. Цей крок було широко сприйнято як тріумф демонстрацій. Однак у багатьох колах було відзначено, що тотожні оголошення було зроблено й останніми роками, аби тільки заспокоїти громадськість без фактичного розформування підрозділу, і що уряд просто планував перепризначити співробітників SARS в медичні центри, а не повністю розпустити підрозділ. Відповідно, протести тривають, а уряд Нігерії дотримується практики жорстоких репресій, включаючи вбивства демонстрантів. Міжнародні демонстрації солідарності стали усе критичнішими по відношенню до дій уряду Мухаммаду Бухарі проти протестів.
Офіцери SARS, як стверджується, складають профілі молодих нігерійців, переважно чоловіків, на основі вибору моди, татуювань і зачісок. Вони також були відомі тим, що встановлювали незаконні дорожні загородження, проводили необґрунтовані перевірки і обшуки, заарештовували і затримували без ордера або суду, ґвалтували жінок і вимагали у молодих нігерійців за водіння екзотичного транспорту і використання ноутбуків та айфонів. Нігерійці поділилися як історіями, так і відеодоказами того, як співробітники SARS брали участь у викраденнях, вбивствах, крадіжках, зґвалтуваннях, катуваннях, незаконних арештах, приниженнях, незаконних затриманнях, позасудових стратах та вимаганнях проти громадян Нігерії. Значну частину жертв зловживань SARS становлять молоді нігерійці чоловічої статі.